# Hadja Idrissa Bah

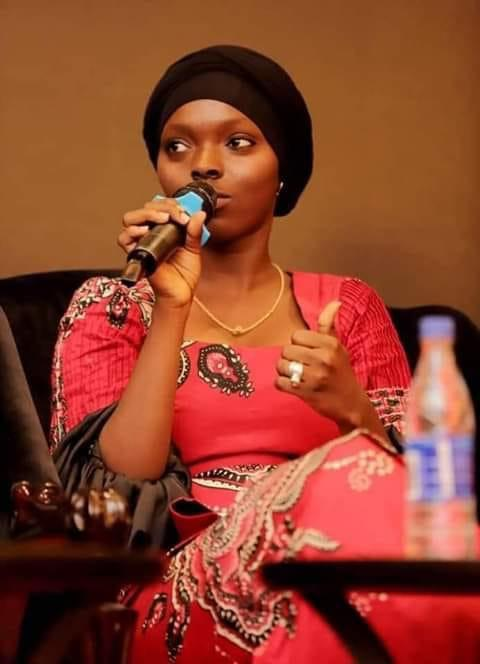

Hadja Idrissa Bah, también Hadja Idy (23 de agosto de 1999) es una activista de los derechos de los niños y las mujeres de Guinea, que fue elegida presidenta del Parlamento de los Niños de Guinea en 2016.

## Biografía
Bah nació el 23 de agosto de 1999. Sus padres, un tendero y una limpiadora, apoyaron su deseo de completar sus estudios secundarios en la Escuela Secundaria Saint Georges en Conakry. Estudió ciencias políticas durante un año en la Universidad General Lansana Conté, antes de matricularse en la facultad de derecho de la Universidad de la Sorbona (París).

## Activismo
En 2016, Bah fue elegida presidente del Parlamento Infantil de Guinea. Como presidenta, exigió que los responsables de la toma de decisiones guineano respeten los derechos de los niños: "Los derechos del niño guineano están en una situación alarmante, porque están descuidados". Está particularmente involucrada en la lucha contra la mutilación genital femenina, deplorando sobre este tema que "las falsas creencias religiosas pesan más que la ley". Durante su presidencia fue franca en muchos temas, incluyendo el matrimonio de adolescentes; violencia sexual y doméstica; violación y el estigma contra la sexualidad femenina. Bah fue elegida por primera vez para el parlamento a los 13 años.
En 2016 fundó el Club de Chicas Líderes de Guinea, que reconoce las cargas particulares a las que se enfrentan las niñas y las mujeres jóvenes en la sociedad guineana. La organización busca educar a las mujeres jóvenes que podrían estar tentadas a casarse a una edad muy temprana para que lo mediten antes de aceptar. El grupo desalienta a los padres que están alentando a sus hijas a casarse a una edad temprana. También lidera campañas contra la mutilación genital femenina, con un enfoque particular en las vacaciones escolares de verano, un momento en el que muchas mujeres jóvenes son mutiladas.
En 2019, Bah fue seleccionada como uno de los cincuenta y siete jóvenes de habla francesa de todo el mundo que se congregaron para el programa LabCitoyen para discutir los derechos y la igualdad de las mujeres. El 2 de marzo de 2020, fue invitada por el presidente francés Emmanuel Macron para hablar sobre los derechos de las mujeres, junto con la directora ejecutiva de ONU Mujeres Phumzile Mlambo-Ngcuka, la novelista siria Samar Yazbek y la exministra de Asuntos Exteriores y comisionada europea sueca Margot Wallström.

## Premios
- Guinea Girl Leaders Club, 2019 en los Premios J[7] Senado de Guinea: Premio de la Delegación de los Derechos de la Mujer (2019).
- The J Awards (fr): Super Award (2019).[8]